# Maramureš (župa)
Maramureš, rumunsky Maramureș, je župa (județ) na severu Rumunska při hranici s Ukrajinou. Žije zde přes půl milionu obyvatel a hlavní město je Baia Mare.

## Historický vývoj
Dnešní župa zahrnuje jižní část (rumunský podíl) někdejší stejnojmenné uherské župy (zbytek patří Ukrajině), východní část původní Szatmárské župy, severní okraj župy Szolnok-Doboka a severovýchodní okraj župy Szilágy. Do roku 1939 území hraničilo s Československem a Polskem.
Po připojení území k Rumunsku roku 1919/20 bylo po několik let zachováno toto původní členění. Bylo navrženo nové rozdělení, při němž by byla rumunská Marmaroš sloučena se sousední župou Bistrița-Năsăud do župy Maramureș-Năsăud s centrem ve městě Năsăud. To nebylo realizováno, místo toho bylo roku 1925 (s účinností od roku 1927) stanoveno členění přibližně zachovávající staré celky, pouze župa Szolnok-Doboka byla přejmenována na Someș a Bistrița-Năsăud jen na Năsăud. Radikální správní reformou roku 1938 bylo župní zřízení zrušeno a celé území se stalo součástí Krišského regionu (Crișuri) s centrem v Kluži. 
V letech 1940–1944/5 bylo území součástí Maďarska a po tu dobu bylo restaurováno někdejší uherské členění.
Po druhé světové válce došlo v Rumunsku k řadě dalších reforem správního členění. Roku 1950 bylo území dnešní župy rozděleno mezi region Baia Mare (většina) a Rodna (východní část, středisko Bistrița). Již roku 1952 byly zavedeny větší regiony, přičemž celé území se stalo součástí regionu Baia Mare (přibližně dnešní Maramureș a Satu Mare). Roku 1964 došlo k další úpravě, která se tohoto území dotkla zejména přejmenováním celého regionu na Maramureș (středisko nadále Baia Mare). Roku 1968 pak byly opět zavedeny župy, v podobě trvající dosud.
V rámci evropských statistických a rozvojových regionů NUTS je župa Maramureș regionem úrovně NUTS-3, patřícím do regionu NUTS-2 Nord-Vest („Severozápad“), který je částí regionu NUTS-1 Unu („Jedna“).

## Charakter župy
Župa hraničí na severu s Ukrajinou (Zakarpatská, Ivanofrankivská a velmi krátce i Černovická oblast), na západě se župou Satu Mare, na jihu se župami Sălaj, Kluž a Bistrița-Năsăud, a na východě se župou Suceava. 
Hřebenem vnitřního oblouku Karpat (Munții Igniș, Gutin) je území župy rozpůleno na dva samostatné krajinné celky. Na jihozápadě se nachází níže položená pahorkatina, přecházející až v rovinu, na povodí řeky Someș a zejména jejího přítoku Lăpuș. Zde se nachází i župní město Baia Mare a prochází tudy celostátně významné dopravní tahy. Severovýchod župy leží na údolí horní Tisy (povodí řek Iza a Vișeu) a jeho střediskem je Sighetu Marmației. Obklopují jej hory dosahující na východě nadmořské výšky až 2 000 m. Dopravně je propojen se zbytkem župy pouze jednou hlavní a jednou vedlejší silnicí, zatímco železnice je sem přivedena jen z území sousedních žup. Severovýchodní okraj vyplňuje národní park Marmarošské hory (Munții Maramureșului).
Maramureš je zemědělská oblast, kde se nenachází téměř žádný průmysl vyjma upadajícího těžebního v Baia Mare. V poslední době se zde ale rozvíjí turistika; navštěvovány jsou hlavně hory a místa s lidovou architekturou (např. 8 zdejších dřevěných chrámů je zapsáno na seznam světového kulturního dědictví UNESCO).

## Města
- Baia Mare
- Sighetu Marmației
- Baia Sprie
- Borșa
- Cavnic
- Seini
- Târgu Lăpuș
- Vișeu de Sus